# Rez
Rez ist ein von Tetsuya Mizuguchi produziertes Videospiel für Segas Dreamcast (2001). Später erschien es auch für Sonys PlayStation 2 (2002) und wurde als Download-Spiel über Xbox Live Arcade für Microsofts Xbox 360 angeboten (2008). Das Spiel ist dem Künstler Wassily Kandinsky gewidmet.
Das Spiel gehört zum Genre der Rail Shooter. Der Spieler fliegt als Hacker durch eine surreale Cyberspace-3D-Umgebung auf festgelegten Pfaden und muss die auftauchenden Gegner (Computerviren und Firewalls) abschießen – möglichst viele auf einmal.
Herausragende Merkmale sind zum einen seine ausgeprägt technoide 3D-Welt, durch die der Spieler gleitet, vor allem aber auch die Art und Weise, wie Spielsounds in die Musik integriert werden und die Spielweise die Musik selbst verändert. An Rez beteiligte Musiker/Komponisten sind Coldcut, Joujouka, Adam Freeland, Tsuyoshi und Keiichi Sugiyama.

## Story
Eine Künstliche Intelligenz namens Eden ist im weltweiten Datennetz für den allgemeinen Datenverkehr zuständig. Durch die enorme Menge von Wissen, das sie dadurch angesammelt hat, zweifelt Eden ihre eigene Existenz an und hat daher begonnen sich selbst abzuschalten. Aufgabe des Spielers ist es, in der Rolle eines Hackers Eden im Netzwerk zu finden und davon abzuhalten sich selber abzuschalten, um einen chaotischen Zusammenbruch des Netzwerkes zu verhindern.

## Spielablauf
Der Spieler muss sich durch fünf Welten kämpfen, um Eden zu finden. Jede Welt unterteilt sich in zehn Abschnitte, die von dem Spieler durch Abschießen einer Netzöffnung weiter „analysiert“ werden müssen.
Je mehr von dem Abschnitt analysiert wurde, desto komplexer wird die Levelgeometrie und fülliger die Hintergrundmusik. Hat der Spieler den zehnten Abschnitt erreicht, muss er gegen einen Endgegner in Form einer Firewall antreten. Das Spiel und die Story sind absichtlich recht simpel gestrickt, da das Spiel nicht hauptsächlich auf ein Gewinnziel ausgerichtet ist. Vielmehr soll der Spieler durch das Zusammenwirken von Musik, Soundeffekten, Farben, Spielgeschehen und Force-Feedback durch vibrierende Controller Rez mit allen Sinnen erfahren.

## Zubehör
Während die Dreamcast-Version erst mit Kauf eines Rumble Paks einen vibrierenden Controller hatte, konnte für die PlayStation 2 – die bereits Vibration im DualShock-2-Controller besaß – ein extra Trance-Vibrator mit USB-Anschluss dazugekauft werden. Dieser sollte dazu dienen, den Spieler durch wesentlich stärkere, zur Musik passende Vibrationen noch mehr ins Spielgeschehen hineinzuversetzen. Teilweise wurde dieser auch als Sexspielzeug zweckentfremdet. Der Trance-Vibrator wurde nur in Japan veröffentlicht, funktioniert aber auch mit der PAL-Version in Europa. Durch Reverse-Engineering wurden sogar Gerätetreiber für verschiedene Betriebssysteme wie Windows 2000/XP oder Linux erstellt.